# Anolis cobanensis
Anolis cobanensis es una especie de lagarto que pertenece a la familia Dactyloidae.
Es nativo de Chiapas (México) y Guatemala. Su rango altitudinal oscila entre 1000 y 1830 m s. n. m..